# Ракитна (България)
Ракѝтна е село в Югозападна България. То се намира в община Симитли, област Благоевград.

## География
Село Ракитна се намира на 500 – 699 m надморска височина, в планински район.